# Ролингвуд (Калифорнија)
Ролингвуд (енгл. Rollingwood) насељено је место без административног статуса у америчкој савезној држави Калифорнија.

## Демографија
По попису из 2010. године број становника је 2.969, што је 69 (2,4%) становника више него 2000. године.
| Група             | 2000.         | 2010.         |
| Белци             | 581 (20,0%)   | 339 (11,4%)   |
| Афроамериканци    | 302 (10,4%)   | 220 (7,4%)    |
| Азијати           | 690 (23,8%)   | 534 (18,0%)   |
| Хиспаноамериканци | 1.225 (42,2%) | 1.836 (61,8%) |
| Укупно            | 2.900         | 2.969         |